# 西蓮寺 (松戸市下矢切)
西蓮寺（さいれんじ）は、千葉県松戸市にある真言宗豊山派の寺院。

## 概略と沿革
1621年（元和7年）に開山した。約2キロ北の松戸市街の中心部に同名の寺があるが、そちらは真宗大谷派の寺院である。
境内には、伊藤左千夫の小説「野菊の墓」にちなんだ野菊の墓文学碑がある。また板碑が数点あり、その中の「庚申待供養板碑」は松戸市の有形文化財に指定され、現在は松戸市立博物館が保管している。

## 交通アクセス
バス
* 京成バス下矢切バス停留所で下車、徒歩約6分 （経路案内）
鉄道
* 北総鉄道北総線矢切駅から徒歩で約9分 （経路案内）